# Maison Margarot
La maison Margarot est un hôtel particulier situé à Calvisson et faisant l’objet d’une inscription au titre des monuments historiques.

## Historique
La "Maison Margarot" est construite à l'emplacement d'un moulin à huile qui existait déjà en 1542. Au compoix diocésain de 1548 pour Calvisson (A.D. Gard - cote C1746), ce moulin est ainsi identifié : "au Pont, la Communauté et l'Hôpital des Pauvres, un moulin à huile avec tout son garniment et puits, confronte du levant (est) avec la rivière, couchant (ouest) et vendroit (nord) les carrieres ..." ; accolé au sud, se trouve le jardin "de l'Hôpital".
Détruit pendant les guerres de religion et reconstruit ensuite par des particuliers, ce moulin appartient, au compoix de 1664 (AD Gard - E-DEPOT-14-047), à douze copropriétaires.
Claude-Vincent Granier, riche fabricant d'eau-de-vie, rachète toutes les parts du moulin en août 1766 (Me Raoux, notaire à Calvisson). Puis, de 1770 à 1776, (AD Gard - Délibérations consulaires E-DEPOT-14-041) la Communauté fait exécuter divers travaux à la Ville ; parmi eux, un article concernant l'élargissement du Pont mentionne que "les gorgues qui servent pour conduire les eaux au moulin à huile seront changées tout le long dudit pont".
Ainsi, en 1776, la "Maison Margarot" n'est pas encore construite.

## Description
Demeure de style Louis XV édifiée en pierre de taille tendre à la fin du XVIIIe siècle (après 1776) près de l'actuelle place du pont, en face de l'église ; le jardin qui la borde sur une partie du ruisseau couvert de l'Escattes sera établi en 1845-1850 par Auguste Maroger, alors maire de Calvisson.
La construction présente une aile centrale et deux avant-corps sur trois niveaux donnant sur un jardin côté place entouré de belles grilles scellées sur des piliers en forme de colonnes. Remarquer les ferronneries ouvragées des balcons ainsi que les riches menuiseries des portes. Cet immeuble est le seul de ce type en Vaunage pouvant être comparé, par ses qualités et ses dimensions, aux hôtels particuliers des centres urbains importants de l'époque. Les éléments de modénature en façade, de grande qualité, sont hélas fortement dégradés (utilisation probable mais fragile de la pierre des carrières de Mus ou Aigues-Vives). Cette maison est mise à la vente depuis plusieurs années sans succès; le cout d'une rénovation y est considérable. L'intérieur présente un bel escalier mais a hélas été dépouillé de nombreux éléments de décoration (boiseries, cheminées, etc.). L'inscription aux Monuments Historiques en 2011, outre la qualité du bâtiment, a d'ailleurs été motivée aussi dans une optique de conservation des éléments encore en place. On notera aussi la présence de très belles caves.